# Paróquia de São Francisco Xavier (Mong-Há)
A Paróquia de São Francisco Xavier (Mong-Há) é uma paróquia da Diocese de Macau. A sua igreja matriz, localizada na Freguesia de Nossa Senhora de Fátima, é a Igreja de São Francisco Xavier. 

## História
A Paróquia de São Francisco Xavier (Mong-Há) foi erigida no dia 1 de Julho de 2019, a partir da Quase-Paróquia de São Francisco Xavier (Mong-Há). Esta quase-paróquia foi fundada no ano de 2000, para servir uma parte da comunidade católica que a Paróquia de Nossa Senhora de Fátima não conseguiu servir devidamente, principalmente a comunidade católica em Mong-Há, na Península de Macau.